# Besetzung des Malheur National Wildlife Refuge

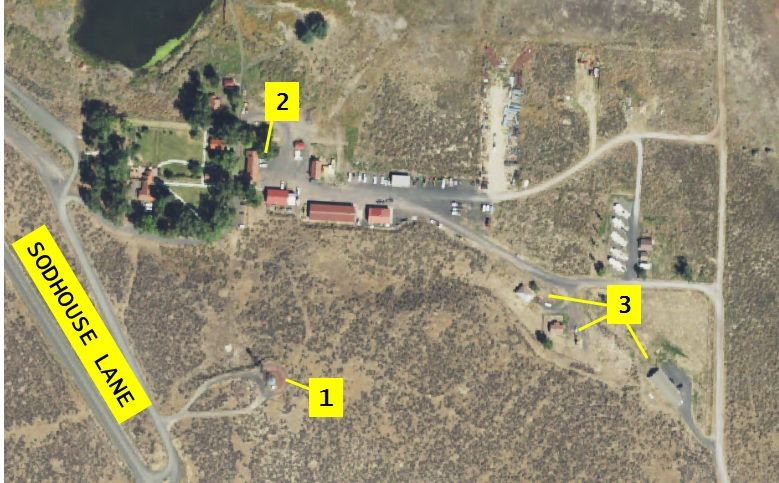
Dieses USGS-Satellitenbild des MNWR-Zentralkomplexes zeigt 1) Feuerausguck, durch die bewaffnete Miliz als Wachturm genutzt, 2) MNWR-Büros, genutzt als Hauptquartier, 3) Wohngebäude, genutzt als Quartier und Kantine.

Die Besetzung des Malheur National Wildlife Refuge war eine vom 2. Januar 2016 bis zum 11. Februar 2016 andauernde Besetzung des Informationszentrums des Bundesnaturschutzgebietes Malheur National Wildlife Refuge in Oregon (USA) durch bewaffnete Milizangehörige. Die Gruppe um Ammon Bundy nannte sich später Citizens for Constitutional Freedom und besetzte das Naturschutzzentrum, um gegen die Inhaftierung zweier Rancher zu protestieren. Die Miliz bekämpft die als unrechtmäßig abgelehnte demokratische Regierung der USA und ihr föderales System. Sie ist Teil des rechten „Patriot Movement“ in den USA. Am 28. Januar 2016 wurde der Führungszirkel der Gruppe außerhalb des Refuge vom FBI und der Oregon State Police festgenommen. Dabei wurde einer der Besetzer, LaVoy Finicum, erschossen.

## Hintergrund
Der Anführer der Aktion, Ammon Bundy, ist Sohn des Ranchers Cliven Bundy aus Nevada. Vater Cliven weigerte sich, Pachtgelder von mehr als 1 Million US-Dollar für von seinen Rindern beweidetes Land in Bundesbesitz zu zahlen. Seitdem gibt es immer wieder Konfrontationen zwischen Unterstützern der Familie und staatlichen Behörden. Die Familie Bundy erhielt mediale Unterstützung von Anhängern der Tea-Party-Bewegung. Als sich aber der Vater rassistisch äußerte, wendete sich die konservative Öffentlichkeit ab.

## Besetzung

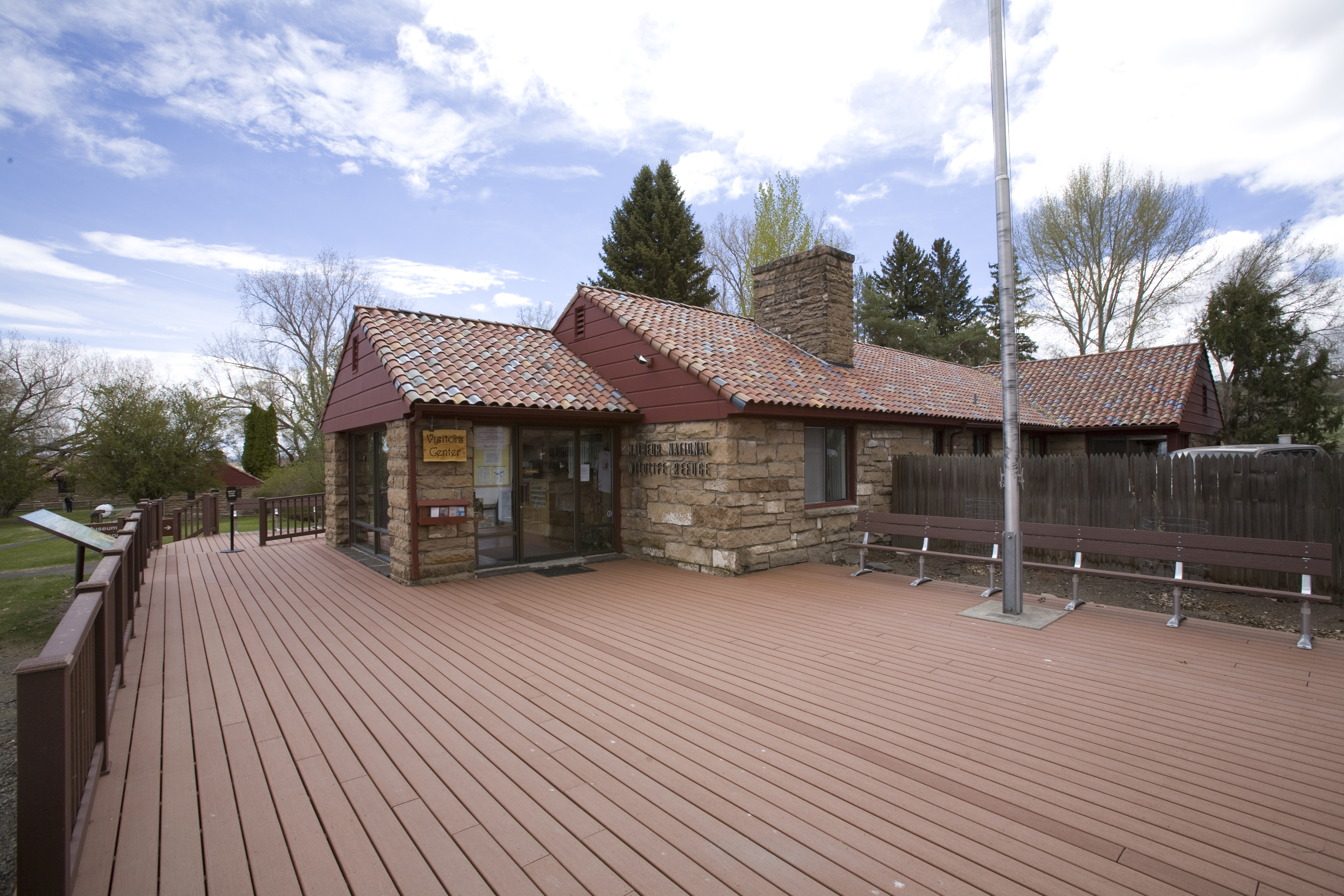
Malheur-Reserve-Zentrum in Oregon

Mit halbautomatischen Waffen ausgerüstete Aktivisten des Patriot Movement besetzten am 3. Januar 2016 das staatliche Informationszentrum des Malheur National Wildlife Refuge in Oregon. Zu diesem Zeitpunkt war die Station unbesetzt. Laut einem Sprecher seien an die 100 Personen an der Aktion beteiligt gewesen, der Sheriff sprach jedoch von nur rund 25 Besetzern. Ihr Anführer Ammon Bundy bezeichnete die Besetzung als „Akt der Solidarität“ mit zwei Ranchern, die für Brandrodung und Wilderei verurteilt worden waren. Vater und Sohn Hammond wurde angelastet, auf Land der Bundesregierung der Vereinigten Staaten ein Feuer gelegt zu haben, um Spuren von Wilderei zu verwischen. Der Vater saß bereits drei Monate im Gefängnis, sein Sohn ein Jahr. Ein Richter ordnete nun noch einmal jeweils rund vier Jahre Haft aufgrund der zwingenden Mindeststrafe nach dem Antiterrorism and Effective Death Penalty Act of 1996 an. Gegen die Entscheidung demonstrierten in der Stadt Burns (Harney County) etwa 300 Menschen. Daraus entwickelte sich die Besetzung. Beide Verurteilten haben ihre Haftstrafe in einem Bundesgefängnis in Kalifornien pünktlich angetreten. Die Hammonds lehnten die Besetzung der Station durch Bundy ab.

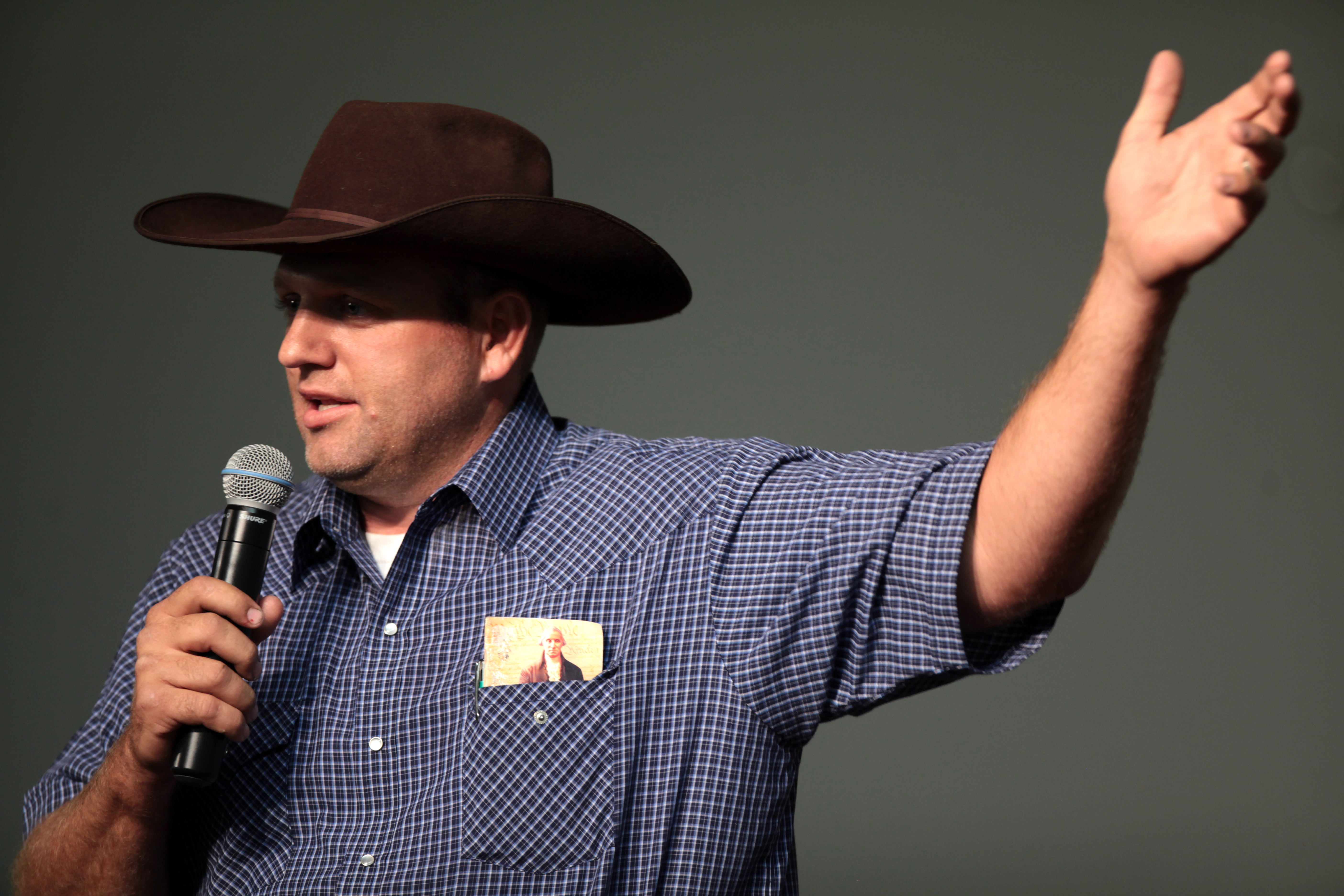
Ammon Bundy

Die Aktivisten protestierten gegen die US-Regierung. Sie wollten so lange bleiben, „wie es nötig ist - Tage, Wochen, oder sogar noch länger“, sagte der Anführer der Gruppe, Ammon Bundy, dem Sender CNN. 
Den Namen seiner Gruppe „Citizens for Constitutional Freedom“ erwähnte Bundy erst einen Tag nach der Besetzung am 4. Januar 2016.
Am 8. Januar 2016 organisierte der Sheriff des Harney County David Ward ein Treffen mit Ammon Bundy und seinen Unterstützern an einem abgelegenen, neutralen Ort. Ward sagte Bundy, dass er ein friedliches Ende der Aktion anstrebe. Er bot den Besetzern einen freien Abzug an. Bundy lehnte jedoch ab und sagte, dass die Gruppe plane zu bleiben. Nach dem Treffen kündigte das Büro des Sheriffs an, man wolle ein weiteres Treffen mit der Gruppe erreichen.
Die Oregon State Police nahm am 15. Januar 2016 einen der Besetzer, Kenneth Medenbach, in Burns fest und beschlagnahmte zwei Fahrzeuge des U.S. Fish and Wildlife Service, die dieser vom Malheur National Wildlife Refuge gestohlen hatte. Die USFWS begrüßte die Aktion der Polizei und verwies darauf, dass die Fahrzeuge mit Steuergeldern gekauft worden seien.
Der Sheriff David Ward sagte in einer Erklärung: „In Wirklichkeit haben diese Männer andere Motive. Sie wollen die Countyverwaltung und die US-Bundesregierung stürzen, um eine Bewegung in den ganzen Vereinigten Staaten auszulösen.“ [Zitat: „In reality these men had alternative motives, to attempt to overthrow the county and federal government in hopes to spark a movement across the United States,“ Ward said in a statement earlier this week.]
Die Gouverneurin von Oregon Kate Brown sagte am 14. Januar 2016, dass sie sich auf das Eingreifen der Bundesbehörden beim Umgang mit Ammon Bundy und seinen Leuten verlassen könne. Die Besetzung würde jede Woche 100.000 Dollar kosten.
Es wurde nur dreien der vier verbleibenden Besetzern nach der Festnahme der Anführer am 26. Januar der freie Abzug gewährt, da der Vierte wegen Drogenbesitzes per Haftbefehl gesucht wurde. Daraufhin beschlossen alle vier, die Besetzung fortzusetzen. Das FBI kappte am 31. Januar die Telekommunikationsmöglichkeiten bis auf eine Mobiltelefonfrequenz, die zum FBI selbst führt. Noch am 5. Februar, in der fünften Woche der Besetzung, verweigerten die Besetzer den Abzug und gaben an, zum Sterben bereit zu sein und der Räumung des Geländes mit Gewalt entgegenzutreten. Der zum Anführer der vier aufgestiegene David Fry konnte die Verbindungen zur Außenwelt am 7. Februar reaktivieren und postete mehrere Videos auf Youtube.
Am 11. Februar gaben die vier letzten Besetzer auf. Sean Anderson, Sandy Anderson, Jeff Banta und David Fry wurden vom FBI verhaftet. Am 12. Februar 2016 begann das FBI mit der Sicherung des Tatorts und bestätigte die Beschädigung des Bodens mit empfindlichen prähistorischen Artefakten durch die Anlage einer improvisierten Straße.

## Besetzer
Die Informationsseite „High Country News“ stellte in einem Artikel die Hauptakteure der Besetzung vor und ordnete sie in den größeren Zusammenhang des Patriot Movement ein. In der Malheur Station hielt sich neben dem Initiator Ammon Bundy auch sein älterer Bruder Ryan Bundy auf. Er ist der älteste Sohn der 14 Kinder des Farmers Cliven Bundy. Beide Brüder waren an dem Konflikt ihres Vaters über Landnutzungsrechte mit dem bundesstaatlichen Bureau of Land Management beteiligt. Bei der Pressekonferenz trat LaVoy Finicum, ein Rancher aus Arizona auf, der ebenfalls im Konflikt mit dem BLM steht. Ryan Payne, der Gründer der Miliz „Montana's West Mountain Rangers“, forderte bei dem Konflikt um die Bundy Ranch 2014 andere Milizmitglieder auf, dort hinzukommen. Der Irakkrieg-Veteran wird von den „High Country News“ als einer der radikalsten Besetzer eingeschätzt.
In Burns hielten sich daneben verschiedene Angehörige der Miliz-Bewegung auf, unter anderem der Oath Keepers, der Idaho Three Percenters sowie des „Pacific Patriots Network“. Die Three Percenters rückten mit einem Konvoi von um die 20 Mann mit halbautomatischen Waffen ins Refuge ein, um nach ihren Angaben die Sicherheit der Besetzer und Bürger zu sichern. Die Gruppe um Bundy bedankte sich für die Unterstützung, bat sie aber zu gehen und damit zur Deeskalation beizutragen.

## Protest gegen die Besetzung
Gegen die Besetzung des Wildlife Refugee durch die Gruppe um Amon Bundy und für das Recht auf öffentlich zugängliches Land (Public land) protestierten an die 100 Menschen in Burns und anderen Städten Oregons. Mehrere Naturschutzaktivisten protestierten bei der täglichen Pressekonferenz der Bundy-Gruppe gegen deren Aktion. Sie sagten, das Land würde bereits den Menschen von Oregon gehören und dürfte nicht in Privatbesitz übergehen. Außerdem protestierten Mitglieder und Führung der Burns Paiute, die zu den Paiute gehören, gegen die Besetzung sowie den Raub von 4.000 archäologischen Artefakten und Zerstörung bis zu 6.000 Jahre alter, bisher in Zusammenarbeit mit dem MNWR geschützter Fundorte. Die Burns Paiute wurden in den 1870ern aus ihrem ehemaligen Winterquartier vertrieben, betrachten es aber immer noch als Teil ihres Gebiets.

## Festnahme

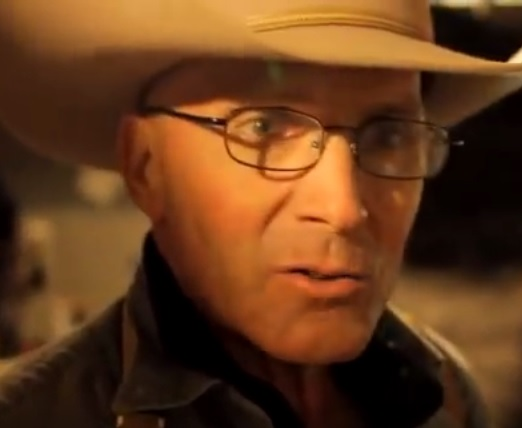
Video-Standbild von LaVoy Finicum, aufgenommen im Malheur National Wildlife Refuge im Januar 2016

Am 23. Tag der Besetzung des Refuge, dem 26. Januar 2016 griffen die Oregon State Police, der Sheriff von Harny County und das FBI in einer gemeinsamen Aktion ein und verhafteten einen Teil der Besetzer in Burns. Eine Gruppe von sechs Besetzern, darunter Ammon und Ryan Bundy, machte sich am Abend des 27. Januars auf den Weg zum wöchentlichen Community Meeting in Burns. An einer Straßensperre auf dem Highway 395 zwischen John Day und Burns wurde die Gruppe gestoppt. An einer anderen Straßensperre wurde LaVoy Finicum gestoppt. Als er aus seinem Wagen stieg und in seine Tasche griff, wurde er von einem State Trooper erschossen. Das FBI meldete, dass Finicum eine geladene 9 mm halbautomatische Ruger SR9 in der Jackentasche hatte. Acht der Besetzer wurden festgenommen und dem Haftrichter vorgeführt. Ihnen wird u. a. Verschwörung (conspiracy) vorgeworfen. 
Das FBI errichtete Checkpoints an allen Zugängen des Malheur National Wildlife Refuge, da sich noch bis zu fünf bewaffnete Besetzer auf dem Gelände befanden. Alle ein- und ausfahrenden Fahrzeuge wurden überprüft und die Personalien der Fahrer festgestellt. Beim Verlassen der Station wurden an einer Straßensperre Jason Patrick, Duane Ehmer und Dylan „Captain Moroni“ Anderson festgenommen.

## Proteste in Burns
Nachdem der Großteil der Besetzer festgenommen war, kam es Anfang Februar in Burns zu Protesten. Das „Pacific Patriots Network“, eine Miliz, die Teile der Besetzer-Forderungen unterstützt, rief zu einer Demonstration auf. Nach der Erschießung LaVoy Finicums forderte das Netzwerk den Rücktritt von Harney County Judge Steve Grasty und Sheriff David Ward. Bürger von Burns protestierten gegen die Aktivisten und forderten sie auf, nach Hause zu gehen.

## Schäden
Die Besetzer hatten Safes aufgebrochen und Bargeld, Kameras und Computer gestohlen. Zudem hatten sie archäologische Artefakte schwer beschädigt. Während der Besetzung wurde mit vorgefundenen Baggern eine Straße gebaut und ein Parkplatz erweitert. Außerdem wurden ein Graben gegraben, ein Zaun beschädigt und Überwachungskameras entfernt. Die Besetzer zerstörten die Kanalisationsanlagen und defäkierten danach „überall“ inner- und außerhalb der Gebäude. Nach einer ersten Schätzung bezifferte The Oregonian die Kosten mit mindestens 3,3 Millionen Dollar, vor allem für Polizei, Schließung der Schulen und Versorgungsgüter. Eine spätere Schätzung kalkulierte die Kosten auf etwa 9 Millionen Dollar, worin auch die Aufwendungen für die Mitarbeiter und Arbeitsplätze des Refuge und Administrationskosten bei staatlichen Stellen einberechnet wurden.

## Prozess
Am 3. Februar 2016 wurde eine Anklageschrift gegen 15 Besetzer vorgelegt. Ihnen wurde der selten benutzte Straftatbestand vorgeworfen, sich verschworen zu haben, Bundesbeamte zu verletzen oder zu behindern. Das Gesetz sieht bei einem Schuldspruch eine Geldstrafe oder Gefängnis bis zu sechs Jahren vor. Die Anklage wurde im Februar auf 25 Personen ausgedehnt.
Insgesamt wurden letztlich 27 Personen, die an der Besetzung beteiligt waren, nach Bundesgesetzen angeklagt. Von diesen wurden 26 wegen der Verschwörung angeklagt, Bedienstete der USA durch Gewaltanwendung, Einschüchterung oder Drohungen daran zu hindern, ihren offiziellen Pflichten nachzukommen.

## Nachwirkungen
Im Juli 2018 wurden die Rancher Dwight und Steven Hammond, deren Verhaftung die Besetzung auslöste, durch Präsident Donald Trump begnadigt.
Im Dezember 2019 kam eine Untersuchung des Repräsentantenhaus von Washington zu dem Ergebnis, dass sich der Abgeordnete Matt Shea an der Besetzung beteiligt habe und es sich um einen terroristischen Akt gehandelt habe. Er wurde aus der republikanischen Fraktion ausgeschlossen und verlor Sitze in Ausschüssen. Er weigerte sich jedoch zurückzutreten.